# 2017年亞洲青年運動會
2017年亞洲青年運動會，原定於2017年在斯里兰卡漢班托塔舉行，后延至2021年舉行。

## 事件经过
印度尼西亚、卡塔尔、泰国、阿拉伯联合酋长国、乌兹别克斯坦有意申请举办亞洲青年運動會，斯里兰卡在申请2018年英联邦运动会失败后，转向申办本届亞洲青年運動會。2012年6月15日，亚奥理事会主席艾哈迈德·法赫德·萨巴赫宣布汉班托塔被选为第三届亚青会的主办城市。2015年，由于斯里兰卡政府对其国家奥委会的政治干预，亚奥理事会以斯里兰卡的体育法不符合奥林匹克宪章的理由，决定取消2017年在斯里兰卡举办的第三届亚洲青年运动会。亚奥理事会最初提议由印度尼西亚接替主办，并建议将该运动会作为2018年亚运会的测试赛，最终并未成事。在后续没有城市愿意接手该赛事的情况下，第三届亚洲青年运动会延至2021年举行。 